# 异蛇酒
异蛇酒是湖南省永州市零陵区出产的一种以白酒为基酒的药酒，为新兴的地方酒种，但其历史却可上溯至1900年当地人蒋明泰成立的“裕顺和药店”所制“异蛇饮片”；1944年因日寇入侵当地而损毁关闭，1946年由蒋明泰义子郭太明恢复，至1953年被当局公私合营后改制、易名。改革开放后的1990年代，出身酿酒世家的郭太明孙媳谭群英设立民企，将原传统饮片发展成入选省级非物质文化遗产的药酒。异蛇酒乃为用陈酿50度米酒为基酒，以永州异蛇(即五步蛇)、银环蛇、眼镜蛇 、蝮蛇、乌梢蛇为主料，加多种中药依祖传秘方生泡活蛇，入地窖贮藏二至三年以上酿制而成，现产品包括异蛇王酒和异蛇鞭酒等品牌。